# Sphecodes solonis
Sphecodes solonis är en biart som beskrevs av Graenicher 1911. Sphecodes solonis ingår i släktet blodbin, och familjen vägbin. Inga underarter finns listade i Catalogue of Life.